# Guildfordia triumphans
Guildfordia triumphans is een slakkensoort uit de familie van de Turbinidae. De wetenschappelijke naam van de soort is voor het eerst geldig gepubliceerd in 1841 door Philippi.